# Kénou
Kénou est une localité située dans le département de Diguel, dans la province du Soum, région Sahel au Burkina Faso.

## Histoire
Vers 2005, le village de Pété-Hadjé a été administrativement autonomisé de Kénou.

## Démographie
| 2003 | 2006  | 2012 |
| ---- | ----- | ---- |
| 976  | 1 112 | -    |

## Santé et éducation
Le centre de soins le plus proche de Kénou est le centre de santé et de promotion sociale (CSPS) de Diguel tandis que le centre médical avec antenne chirurgicale (CMA) se trouve à Djibo.
Le village ne possède pas d'école primaire, les élèves devant se rendre à Pété-Hadjé.